# Andersonoplatus merida
Andersonoplatus merida es una especie de escarabajo del género Andersonoplatus, familia Chrysomelidae. Fue descrita científicamente por Linzmeier & Konstantinov en 2018.
Habita en Venezuela.

## Descripción
La longitud del cuerpo es de 3,18 a 3,56 mm y ancho 1,56 a 1,89 mm, brillante con abundante pelaje. A. merida es de color castaño.